# Matavun
Matavun je naselje v Občini Divača.